# 巴姆米倫格拉本河

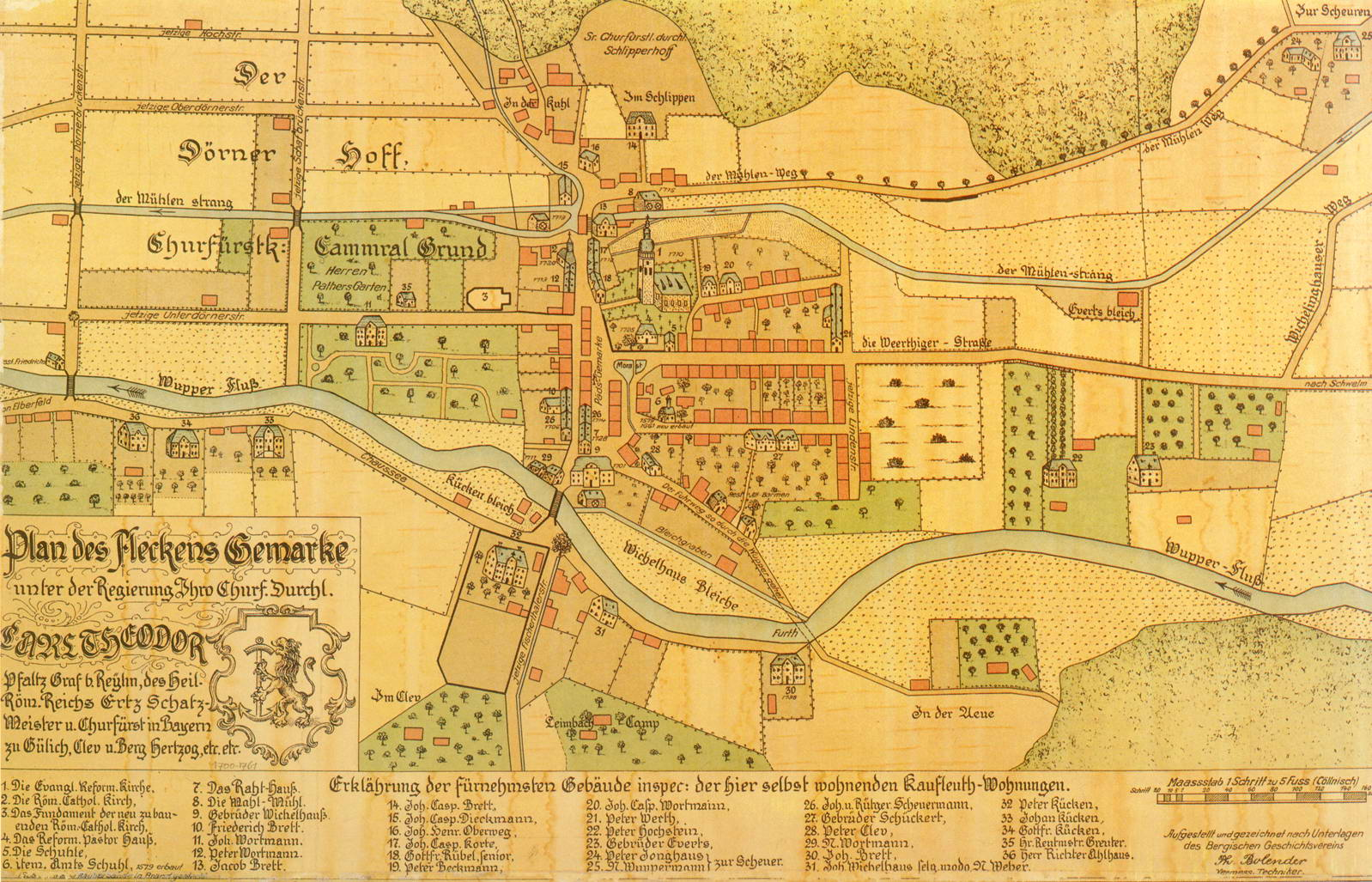

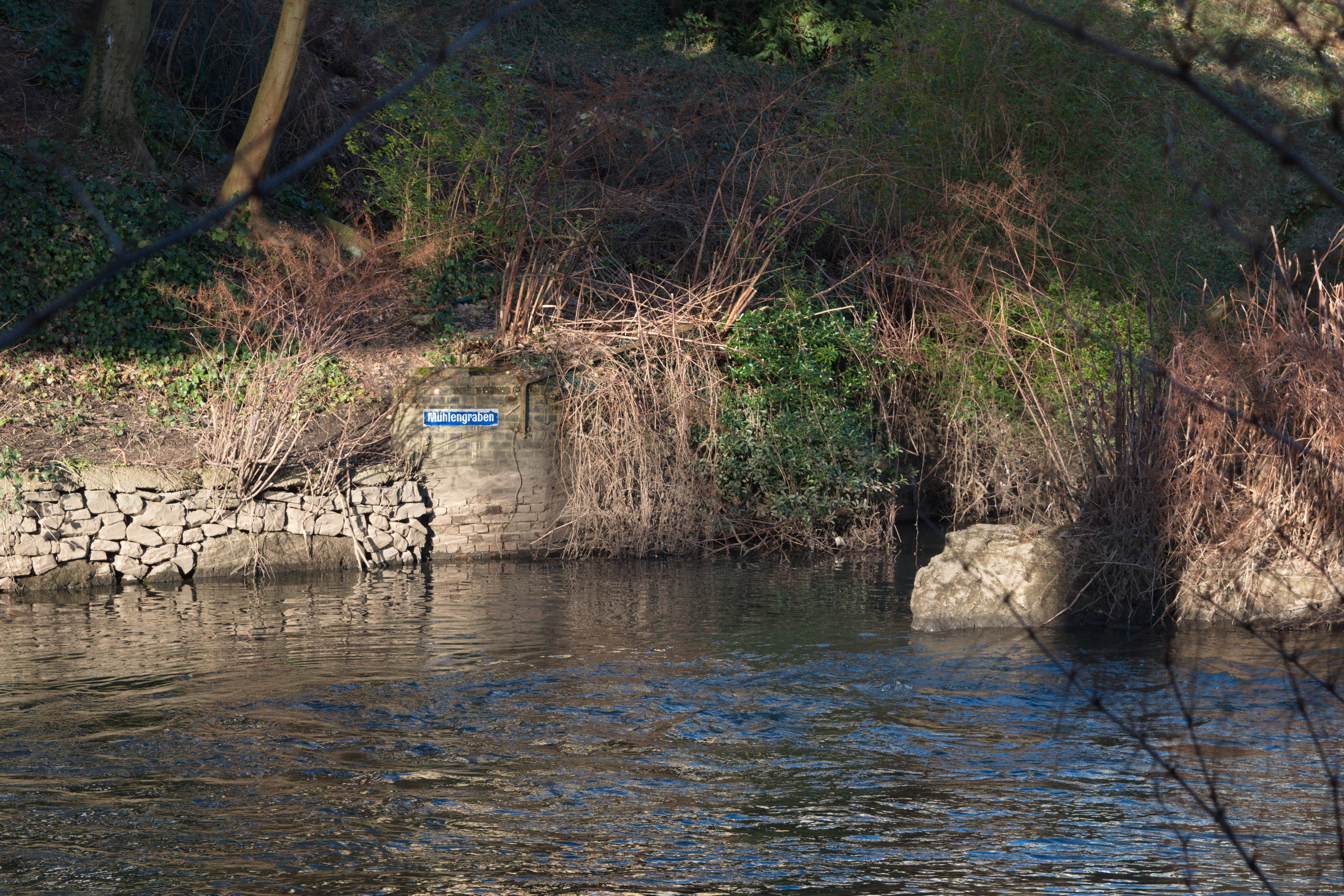

51°16′2″N 7°10′54″E / 51.26722°N 7.18167°E
巴姆米倫格拉本河（德語：Barmer Mühlengraben），是德國的河流，位於該國西部，處於北萊茵-威斯特法倫州，屬於伍珀河的右支流，河道全長2.7公里，流域面積4.8平方公里。